# Ana Fernández García
Ana Carlota Fernández García (ur. 10 listopada 1989 r. w Madrycie), lepiej znana jako Ana Fernández García, jest hiszpańską aktorką i piosenkarką znaną z roli Sandry Castillo w Los protegidos, a obecnie także z roli Carloty w serialu Telefonistki.

## Życiorys
Ma dwójkę młodszego rodzeństwa, Carlosa i Marię, która zagrała młodszą siostrę Sandry w serialu Los protegidos. Pierwszy raz wystąpiła już w wieku 3 lat w mini-serialu El joven Picasso. Rozpoczęła przygodę z teatrem w wieku 14 lat, a jej najbardziej znanym występem w teatrze była Helena z Troi. Zaczęła studiować reklamę i public relations, jednak nie ukończyła studiów.
Znana jest głównie z dwóch ról telewizyjnych: Sofii w serialu Cuestión de sexo w latach 2007-2009, który przyciągnął dużą widownię i zapoczątkował karierę Any Fernandez; oraz Sandry w Los protegidos, gdzie występowała w latach 2010-2012.
Latem 2011 roku zamierzała zagrać w pierwszym filmie, Duchy ze szkolnej ławki, ale musiała odrzucić tę propozycję z powodu nagrań do serialu Los protegidos, mówiąc o przyczynie: "Filmów jest wiele, Los protegidos tylko jedno".
Współpracowała z takimi magazynami jak Telva i Vanidad, dla których robiła reportaż wspólnie z Aną de Armas i Blancą Suárez. Występowała w kilku wideoklipach takich grup jak Forraje i Marea.
3 marca 2013 roku rozpoczął próby do sztuki teatralnej ¿Por qué yo? autorstwa i reżyserii Beléna Verdugo, a jej premiera odbyła się 27 września 2013 roku w Madrycie.
W lutym 2016 roku dołączyła do ekipy serialu Amar es para siempre, gdzie wcieliła się w postać Carloty Hidalgo. W sierpniu tego samego roku potwierdzono, że zagra jedną z głównych ról w serialu Netflixa Telefonistki.
W sierpniu 2019 roku wydała singiel "No quiero estar contigo", jej debiut jako piosenkarki.

## Życie prywatne
W latach 2010–2011 była w związku ze swoim partnerem z planu Los protegidos, Luisem Fernández Estébanez. Od początku 2012 roku do 2015 roku spotykała się z Santiago Trancho, operatorem programu Frank de la jungla, który zginął 7 marca 2015 roku w wyniku wypadku motocyklowego w pobliżu Galapagar.
Obecnie, od stycznia 2016 r., aktorka utrzymuje relację z wokalistą rockowym Adrianem Roma.

## Filmografia

### Filmy
- 2015: Solo química jako Olivia Romero
- 2014: Nada que perder
- 2014: Bloody West

### Seriale
- 2007-2009: Cuestión de sexo jako Sofía
- 2010: Impares Premium jako Carlota
- 2010: Física o química jako ona sama
- 2010: Actrices jako ona sama
- 2010-2012: Los protegidos jako Sandra Olaiz Benedetti / Castillo Rey "Chispitas"
- 2011: Los Quién jako Mónica
- 2012: Famosos al volante jako ona sama
- 2016: Amar es para siempre jako Carlota Hidalgo
- 2017-2020: Telefonistki jako Carlota Rodríguez de Senillosa